# 広島県情報プラザ
広島県情報プラザ（ひろしまけんじょうほうプラザ、県立産業技術交流センター）は、広島県広島市中区にある広島県立図書館と広島県立文書館を敷地内に持つ施設である。

## 概要
1988年10月、東広島市に移転した広島大学工学部キャンパスの跡地に開館。会議室、研修室、多目的ホールの貸出も行っている。財団法人ひろしま産業振興機構が管理運営を行っている。広島県内の産業振興の為の情報提供、産学官・異業種間の交流、中小企業に対する総合支援を目的としている。
1階には広島県立図書館が、2階には広島県立文書館が整備されている。また、レストラン（マルコポール）も敷地内にある。

## 貸会議室
- 第1研修室

定員84名。スクール型。第2研修室と一体化も可能。
- 第2研修室

定員84名。スクール型。第1研修室と一体化も可能。
- 第3研修室

定員60名。スクール型。
- 視聴覚研修室

定員54名。スクール型。
- 会議室

定員42名。スクール型。
- 多目的ホール

定員210名。スクール型。

## アクセス
- 広島県情報プラザ前バス停下車[1]
  - 広島バス[2] 21-2号 宇品線（ベイシティ経由）：広島駅・八丁堀・紙屋町・市役所前方面 - 広島県情報プラザ前バス停 - ベイシティ宇品・広島港桟橋方面
- 広電本社前電停下車、徒歩7分（広島電鉄1,3,7号線）
- 御幸橋電停下車、徒歩9分（広島電鉄1,7号線）
- 皆実町六丁目電停下車、徒歩20分（広島電鉄5号線）
- タクシーで広島駅から約20分